# Everhard Höynck
Everhard Höynck (* 1616 in Arnsberg; † 17. September 1675 in Brilon) war Bürgermeister von Brilon.

## Leben
Höynck wurde 1616 in Arnsberg als zweitjüngster Sohn des Brüchtenmeisters von Arnsberg und Richters des kurkölnischen Gerichts Hellefeld Johannes Höynck und seiner Frau Anna von Schade geboren und am 26. Oktober des Jahres getauft.
1660 ist er als Pate in Arnsberg mit der Amtsbezeichnung „Consul“ vermerkt.
Er war seit dem 24. September 1641 in 1. Ehe mit Elisabeth Scharffen verheiratet, mit der er 5 Kinder hatte. Mit seiner 2. Ehefrau Catharina Götten hatte er 11 Kinder. In 3. Ehe hatte er Anna Maria Brabeck zur Frau, die ihm ein Kind gebar.
Everhard Höynck starb am 17. September 1675 in Brilon.